# Jeremy Piven
Jeremy Samuel Piven (New York, 26 juli 1965) is een Amerikaans acteur. Hij won drie Emmy Awards voor zijn rol in Entourage en werd daarvoor ook vijf keer genomineerd voor een Golden Globe, die hij één keer won.
Piven speelde een aanzienlijk aantal (met name bij-)rollen in Hollywood, vaak in films van zijn vriend John Cusack, zoals Grosse Pointe Blank. Andere voorbeelden zijn Heat (1995), Black Hawk Down (2001), Serendipity (2001), Old School (2003), Smokin' Aces (2006) en The Kingdom (2007).
Piven had een vaste rol als de messcherpe impresario Ari Gold in de televisieserie Entourage. Verder was Piven te zien in de aflevering The Pilot van Seinfeld en speelde hij drie seizoenen in de serie Ellen en de hoofdrol in de serie Mr Selfridge.
In december 2008 werd Piven gediagnosticeerd met kwikvergiftiging, veroorzaakt door het eten van sushi tweemaal daags gedurende twintig jaren.